# Lithosoma novaezelandiae
Lithosoma novaezelandiae är en sjöstjärneart som beskrevs av McKnight 1973. Lithosoma novaezelandiae ingår i släktet Lithosoma och familjen ledsjöstjärnor.
Artens utbredningsområde är havet kring Nya Zeeland. Inga underarter finns listade i Catalogue of Life.